# Atentado contra la Cafetería Moicano
El atentado contra la Cafetería Moicano se produjo el 5 de abril de 1979 en la ciudad de Pamplona (España) y fue perpetrado por la organización terrorista ETA. Consistió en la explosión de un artefacto explosivo colocada en una cisterna del baño de caballeros de la cafetería que explotó tras la hora de cierre, causando únicamente la muerte del propietario del local, Pedro Fernández Serrano, de 34 años de edad, proveniente de Salamanca, casado y con dos hijos. Fue el primer atentado de ETA en Navarra en causar una muerte civil.[cita requerida]

## Antecedentes
La cafetería-pastelería "Pastelería Moicano - Salón The" se situaba en el número 5 de la calle Navarro Villoslada, al lado del cruce con la calle Paulino Caballero. Se encontraba muy cerca de la sede del Gobierno Civil, que a su vez era Jefatura Superior de Policía, por lo que el local solía ser frecuentado por policías, miembros de las Fuerzas del Orden Público y funcionarios gubernamentales, quienes solían ser objetivo de la banda terrorista.
Debido a esto, Pedro Fernández, dueño del local, había sido amenazado desde la apertura del local con palizas y bombas si seguía sirviendo a policías en su local por la organización terrorista. Incluso le habían pedido que dejara de visitar la parte vieja del municipio. A esto él respondía que sería improbable que fuera baleado por su proximidad al Gobierno Civil, pero que temía que un día fuera objetivo de una bomba.

## El atentado
La noche del 5 de abril de 1979, hacia las 21:00, entraron varios individuos al local, quienes se dirigieron a los servicios de éste. Plantaron entonces una bomba, de relojería y de tipo Goma-2 dentro de una cisterna del baño de caballeros. La bomba estaba programada para explotar a las 11:30, pasada la hora de cierre del local.
Dos horas y media más tarde, cuando ya no había ningún cliente dentro y sólo se encontraba al dueño, Pedro; explotó la bomba. Ocurrió la coincidencia de que Pedro se encontrase en el baño, cerca del explosivo, por lo que le impactó de lleno, destruyendo su cabeza y matándolo instantáneamente.
La detonación pudo ser oída desde el Gobierno Civil y los apartamentos encima del establecimiento, alertando a la policía y su familia, que vivían encima del local. La esposa de Pedro, Raquél Martínez, bajó inmediatamente al oír la explosión, pero al encontrarse el local junto a la comisaría, llegaron primero los policías quienes la impidieron entrar. El resto de familiares bajaron igualmente. Se trasladaron a la escena policías nacionales y municipales, además de ambulancias de la Cruz Roja. Se establecieron controles policiales a las entradas y salidas de la ciudad, y el juez llegó a las 12:15. Entonces autorizó el juez el levantamiento del cadáver, que fue trasladado al Hospital Provincial.
Según estimaciones de la policía, la explosión no era de una magnitud demasiado grande: alrededor de un kilo. Aun así dañó el interior de los baños y las ventanas del piso superior, además del sistema de cañerías del baño, inundando el local. La mezcla del agua y el cuerpo de Pedro crearon una escena sangrienta que ensució el local con sangre y restos del cuerpo.
No se sabe con certeza qué estaba haciendo Pedro a la hora de la detonación. Algunas teorías sugieren que Pedro podría haberse percatado de la entrada de los individuos, y, sabiendo que era un objetivo de ETA y que podrían haber plantado una bomba, o sospechando que habían cometido alguna fechoría, entró a los baños. Al hacerlo, el dispositivo detonó, matando a Pedro. Alternativamente, podría no haberse dado cuenta, y al estar cerrando y limpiando el local, entró a los baños, momento en el que explotó.

## Consecuencias
El funeral de Pedro Fernández Serrano fue celebrado el sábado 7 de abril del mismo año a las doce de la mañana en la Iglesia Parroquial de San Miguel.
Los culpables del atentado fueron arrestados en octubre de 1981 en una operación de la Guardia Civil en la que también se arrestaron varios otros miembros del Comando Nafarroa de la organización terrorista. Miguel Mateo Asnariz Dicastillo, Ricardo Garciandia Solano y María Gloria del Sagrario Recarte Gutiérrez fueron encontrados culpables y condenados a 27 años de prisión cada uno por el asesinato de Pedro Fernández Serrano, además de a una indemnización de 10 millones de pesetas a la familia de la víctima. Este mismo grupo de terroristas fueron los culpables del asesinato del comandante de la Policía Armada Francisco Berlanga Robles. Ricardo Garciandia Solano salió de prisión en 1999, tras haber cumplido 18 años, y María Gloria Recarte Gutiérrez lo hizo en el año 2000, a los 19 años en prisión.
Hoy en día, el local es un centro ortopédico, y aunque hay una calle en el barrio de Lezkairu a nombre de Pedro, no se encuentra un poste conmemorativo en el lugar como en otros atentados de ETA ocurridos en Pamplona.